# イギリス館 (エプコット)
イギリス館（イギリス・パビリオン、United Kingdom Pavilion）は、アメリカ合衆国フロリダ州のウォルト・ディズニー・ワールド・リゾートにあるディズニーパーク「エプコット」のワールド・ショーケースの一部である。パビリオンは、フランス館とカナダ館の間に位置している。インターナショナル･ゲートウェイに一番近いパビリオンでもある。

## 配置
イギリス館は、ハンプトン・コート宮殿などチューダー様式やヴィクトリア朝時代の建築物を模した建物で街並みを再現しており、庭園も存在する。

## アトラクションとサービス

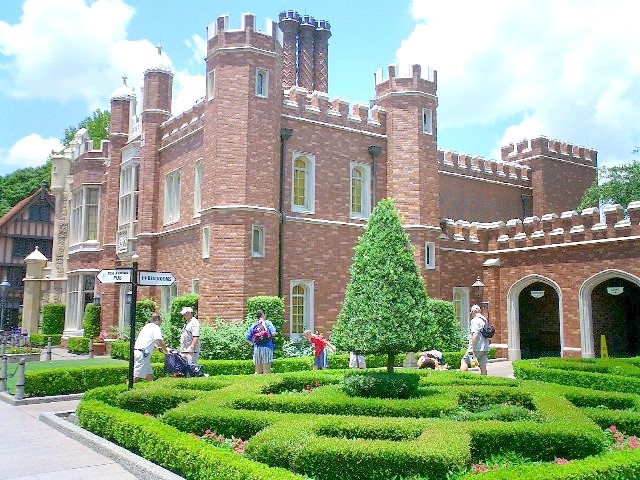
英国式庭園とハンプトン・コート宮殿

### レストラン
- ローズ・アンド・クラウン・パブ&ダイニング・ルーム（Rose & Crown Pub & Dining Room）: フィッシュ・アンド・チップスやシェパーズ・パイなどのイギリス料理を提供するテーブルサービスのレストラン。
- ヨークシャー・カウンティ・フィッシュ・ショップ（Yorkshire County Fish Shop）:  フィッシュ・アンド・チップスを提供するクイックサービスのレストラン。

### ショッピング
- トイ・ソルジャー（The Toy Soldier）
- クラウン・アンド・クレスト（The Crown and Crest）
- HRC（HRC）
- スポーツマンズ・ショップ（Sportsman's Shoppe）
- ティー・キャディー（The Tea Caddy）

### エンターテインメント
- ブリティッシュ・インベイジョン（British Invasion） : ビートルズなど50年代から90年代にかけてのイギリスのロック音楽を演奏するバンド。
- パブ・ピアニスト
- パブ・マジシャン

### キャラクター・グリーティング
- メリー・ポピンズ（メリー・ポピンズ）
- アリス（ふしぎの国のアリス）
- プーさんと仲間たち（クマのプーさん）

## 今後の予定
- 2019年8月25日のD23 Expoにて映画「メリー・ポピンズ」をテーマにしたアトラクションが作られることが発表された[1]。映画に登場する桜通りが再現される予定であったが、COVID-19の影響で延期になった[2]。